# 2012 HD2
2012 HD2, também escrito como 2012 HD2, é um corpo celeste que é classificado como um damocloide. O mesmo possui uma magnitude absoluta de 19,6 e tem um diâmetro com cerca de 4 km.

## Descoberta
2012 HD2 foi descoberto no dia 18 de abril de 2012 pelo astrônomo J. V. Scotti, através do Observatório Nacional de Kitt Peak.

## Órbita
A órbita de 2012 HD2 tem uma excentricidade de 0,958 e possui um semieixo maior de 61,095 UA. O seu periélio leva o mesmo a uma distância de 2,554 UA em relação ao Sol e seu afélio a 119,636 UA.